# Péter Sándor
Péter Sándor (Bögöz, 1941. szeptember 9. –) erdélyi magyar lapszerkesztő, kiadó.

## Életútja
Középiskolát a székelykeresztúri Orbán Balázs Gimnáziumban végzett (1959), a Babeș-Bolyai Egyetemen magyar nyelv és irodalom szakos diplomát szerzett (1964). 1964–67 között Baróton tanít, 1967–68-ban a Kovászna Megyei KISZ-szervezet oktatási előadója, 1967–75 között középiskolai tanár, közben 1968-tól a Megyei Tükör, majd a Háromszék napilapok munkatársa, rovatvezető. Mint középiskolai tanár Baróton 1965-ben Életünk című kétnyelvű diáklapot indított. Cathedra névvel könyvkiadót alapított iskolai segédkönyvek kiadására (1991). Fontosabb kiadványai a Metszet című versantológia-sorozat, A romániai magyarság rövid története (I–III.), Román-magyar diákszótár, Benedek Elek: Az én meséim stb. Sepsiszentgyörgyön az ipari szakközépiskolában tanított.

## Munkássága
Első írásai az Igazság és Utunk hasábjain jelentek meg. Az Ifjúmunkás, Tanügyi Újság, Művelődés, Munkásélet közli írásait. 1969-ben a Kapuállító című antológiában „balladás novellákkal” jelentkezett. 1970-ben a sepsiszentgyörgyi múzeum Aluta című évkönyvében A térszínformanév-kutatás történetének rövid áttekintése című tanulmánnyal szerepel. 1974-ben szerkesztésében jelent meg a Torjai szójegyzék című nyelvészeti munka. Kiadta Kádár Gyula füzetsorozatát a romániai magyarság történetéről (1991–92).
Mint a pedagógiai irodalom művelője karácsonyi, húsvéti és nagyvakációs füzetekkel egészítette ki az iskolai oktatást, matematikai példatárral szolgált elemisták számára, versgyűjteményeket állított össze középiskolásoknak.